# Гасанова, Малахат Ибрагим кызы
Малаха́т Ибраги́м кызы́ Гаса́нова  (азерб. Həsənova Məlahət İbrahim qızı; 25 апреля 1958, Кичик Мазра, Басаркечарский район, Армянская ССР) — депутат Милли Меджлиса Азербайджана II, III, IV, V, VI, VII созывов, доктор философии по истории.

## Биография
Родилась 25 апреля 1958 года в селе Кичик Мазра Басаркечарского района Армянской ССР. Окончила педиатрический факультет Азербайджанского государственного медицинского института и юридический факультет Бакинского государственного университета.
Прошла программу Кеннеди Гарвардского университета по предметам «Общественное здравоохранение», «Женщины во власти».
С 1983 года работала врачом в Бакинской детской поликлинике, с 1992 года — главным врачом.
В 1998—2000 годах работала в должности заместителя председателя Государственного комитета по проблемам семьи, женщин и детей.
Член Политического совета партии «Ени Азербайджан».
Председатель отделения партии «Ени Азербайджан») Насиминского района Баку.
В 2005 году избрана депутатом Милли меджлиса Азербайджана от Шамкирского сельского избирательного округа № 99.
В 2024 году на парламентских выборах в Азербайджане, которые состоялись 1 сентября, одержала победу в Насими-Бинагадинском избирательном округе №21. Официально стала депутатом Милли Меджлиса Азербайджана седьмого созыва, первое заседание которого состоялось 23 сентября 2024 года.
Депутат II, III, IV, V, VI, VII созывов Милли меджлиса Азербайджана.
Заместитель председателя Комитета по вопросам труда и социальной политики Милли меджлиса Азербайджана, член Ккомитета по здравоохранению Милли Меджлиса, член Дисциплинарной комиссии Милли Меджлиса.
Руководитель рабочей группы межпарламентских связей Азербайджан — Сербия.
Член рабочих групп по межпарламентским связям с США, Австрией, Белоруссией, Иорданией, Катаром.
Член азербайджанской делегации в Парламентской ассамблее тюркоязычных стран, Парламентской ассамблее Евронест.
Автор книг о правах женщин.

## Награды
- Орден «Слава» (2018)